# Monica Iacob-Ridzi
Monica Maria Iacob-Ridzi (n. 30 iunie 1977, Petroșani, județul Hunedoara, România) este o politiciană română, fostă membră a  fostului partid PP-DD. În anul 2004 a fost aleasă în Parlamentul României din partea județului Hunedoara, pe listele Alianței D.A.
A fost membră în Parlamentul European din partea Partidului Democrat Liberal. La alegerile din 25 noiembrie 2007 pentru Parlamentul European a fost realeasă din partea aceleiași formațiuni, iar la alegerile legislative din 2008 a obținut un mandat de deputat în Parlamentul României și a fost numită ministru al tineretului și sportului în guvernul Emil Boc.
Este soția lui Tiberiu Iacob-Ridzi, primar al municipiului Petroșani din 18 martie 2007; au împreună doi copii.

## Biografie
Monica Maria Iacob-Ridzi s-a născut la data de 30 iunie 1977, în orașul Petroșani (județul Hunedoara), numindu-se la naștere Monica Maria Ridzi. Provine dintr-o familie evreiască de religie mozaică. A urmat cursurile Liceului de Informatică din Petroșani (1992-1996), absolvit cu media 10.00, obținând și un atestat de limba engleză emis de Ministerul Învățământului (1996).
A absolvit cursurile Facultății de Științe, specializarea Finanțe-Bănci a Universității din Petroșani (2000), cu media examenului de licență: 9,72 - șef de promoție și cu lucrarea de diplomă: "Utilizarea analizei diagnostic la elaborarea raportului de evaluare. Studiu de caz - Societatea comercială Devamin S.A. Deva". Începând din anul 1999, este studentă în paralel și la Facultatea de Drept din cadrul Universității 1 Decembrie din Alba Iulia, ale cărei cursuri le-a absolvit în 2003, cu media examenului de licență: 9,58 și lucrarea de diplomă: "Apărarea și promovarea internațională a drepturilor omului".
A obținut atestatul de competență în pedagogie, emis de Ministerul Învățământului (1999) și atestatul de inspector de resurse umane acordat de Ministerul Muncii (2002). Ulterior, a obținut titlul științific de doctor în științe inginerești la Universitatea din Petroșani, cu teza: “Evaluarea impactului economic al implementării reglementărilor legislative privind sănătatea și securitatea în muncă în perspectiva aderării la Uniunea Europeană" (2007).
Încă din perioada facultății, a început să lucreze la SC Euro Riva Serv SRL Petroșani, firmă specializată în comerțul cu amănuntul în magazine nespecializate, cu vânzare predominantă de produse alimentare, băuturi și tutun, unde a îndeplinit funcțiile de contabil (1995-1997), șefă a Biroului Contabilitate (1997-1999), director de resurse umane, marketing, prognoze, dezvoltare (2000-2004) și apoi pe cea de director general (ianuarie - decembrie 2004).
S-a înscris în Partidul Democrat în anul 1997, promovând rapid în structura organizatorică a Organizației de Tineret a Partidului Democrat - Petroșani: secretar (1998-1999) și vicepreședinte al Biroului Permanent Local (1999-2001), apoi în cea a Organizației de Tineret a Partidului Democrat - Hunedoara: vicepreședinte (1999-2001) și președinte (2001-2006) al Biroului Permanent Județean. În paralel, a lucrat și pe posturile de consilier parlamentar (2000-2004) și consilier județean în cadrul Consiliului Județean Hunedoara (iunie - decembrie 2004).
Și-a continuat ascensiunea pe plan politic devenind vicepreședinte al Biroului Permanent Național al Organizației de Tineret a Partidului Democrat, Departamentul pentru Relații Internaționale (2001-2006) și vicepreședinte al Biroului Permanent Județean al Partidului Democrat - Hunedoara (din 2005).
Cu ocazia Convenției Naționale a Organizației de Tineret a PDL din 23 februarie 2008, Monica Iacob-Ridzi a fost aleasă în unanimitate de cei 774 de tineri PDL participanți în funcția de președinte al Organizației de Tineret a Partidului Democrat-Liberal, ea fiind și unicul candidat la această funcție .
Monica Iacob-Ridzi s-a căsătorit cu inginerul Tiberiu Iacob, care era de religie catolică. Prin căsătorie, Monica Ridzi și Tiberiu Iacob și-au unit numele de familie care a devenit Iacob-Ridzi. Împreună, cei doi au un copil, pe nume Carol Andrei, care a fost botezat la 12 septembrie 2010 la cea mai mare biserică ortodoxă din centrul Petroșaniului, deși mama sa este evreică, iar tatăl său catolic.
De asemenea, este fondator al ONG-ului “Democrație pentru femei”.
Monica Iacob Ridzi a fost condamnată la 5 ani de închisoare cu executare de către Înalta Curte de Casație și Justiție pe data de 16 februarie 2015. Sentința este definitivă. Cercetarea penală a fost declanșată în urma anchetei publicate de Gazeta Sporturilor în 16 iunie 2009, potrivit căreia festivitățile organizate de Ministerul Tineretului si Sporturilor cu ocazia Zilei Tineretului (2 mai 2009), care au avut un buget de circa 600.000 de euro, au fost încredințate fără licitație unor companii private. 

## Deputat de Hunedoara
În urma alegerilor din 2004, Monica Iacob-Ridzi a fost aleasă ca deputat de Hunedoara în Parlamentul României, candidând pe listele Partidului Democrat. În calitate de deputat, a fost membru în Comisia pentru învățământ, știință, tineret și sport a Camerei Deputaților, membru în Comisia pentru Integrare Europeană a Parlamentului României (până în 31 decembrie 2006) - vicepreședinte (din mai 2006), vicepreședinte al Comisiei pentru Afaceri Europene a Parlamentului României (1 ianuarie - 20 iunie 2007), membru al grupului parlamentar de prietenie cu UNESCO, membru al grupului parlamentar de prietenie cu Regatul Unit al Marii Britanii și Irlandei de Nord și membru al grupului parlamentar de prietenie cu Republica Argentina.
În această perioadă, a urmat un curs de formare parlamentară la Școala Națională de Administrație (ENA) din Strasbourg (organizat de Ministerul Afacerilor Externe, Franța - 2006), precum și cursuri de specializare în domeniile administrației locale, al științelor politice și al campaniilor electorale.
Începând din septembrie 2005, odată cu oferirea de către Parlamentul European pentru România a dreptului de a avea observatori la această instituție legislativă a Uniunii Europene, Monica Iacob-Ridzi devine observator la Parlamentul European, activând fără drept de vot în Comisia pentru buget. De la 1 ianuarie 2007, funcția de observator se transformă în cea de membru al Parlamentului European.
La alegerile din 25 noiembrie 2007 pentru Parlamentul European a fost realeasă din partea aceleiași formațiuni pentru un mandat de deputat valabil până în 2009, fiind plasată pe locul 4 pe lista PDL. Ca urmare a alegerii sale ca europarlamentar, Monica Iacob-Ridzi a demisionat din calitatea de membru al Parlamentului României la 30 noiembrie 2007, fiind înlocuită în această funcție de către Ioan Cristea. În acel organism legislativ european, ea a îndeplinit funcțiile de vicepreședinte al Grupului de Lucru C al Partidului Popular European (democrați creștini) și democrații europeni, membru al Comisiei pentru buget, membru al Delegației pentru relațiile cu Republica Populară Chineză, membru supleant al Comisiei pentru control bugetar, membru supleant al Comisiei pentru ocuparea forței de muncă și afaceri sociale și membru supleant al Delegației pentru relațiile cu Statele Unite.
În urma alegerilor uninominale pentru Parlamentul României din 30 noiembrie 2008, Monica Iacob-Ridzi a fost aleasă ca deputat în Colegiul uninominal nr.5 (Petroșani, Aninoasa, Petrila) din județul Hunedoara, pe listele PDL, obținând 54,07% din voturi, fiind astfel singurul candidat din județ care a obținut peste 50% . În calitate de deputat, a devenit membră a Comisiei pentru învățământ, știință, tineret și sport a Parlamentului României.

## Ministru al tineretului și sportului
Monica Iacob-Ridzi a fost propusă pentru a ocupa funcția nou-creată de ministru al tineretului și sportului în Guvernul Emil Boc, format după alegerile din 30 noiembrie 2008. Comisiile reunite pentru Învățământ au avizat la 20 decembrie 2008 nominalizarea Monicăi Iacob Ridzi ca ministru al Tineretului și Sportului, cu 30 de voturi pentru, 1 vot împotrivă și 3 abțineri . Ea a fost învestită în funcție împreună cu întreg guvernul la 22 decembrie 2008. La data de 14 iulie 2009, Monica Iacob-Ridzi a demisionat din funcția de ministru al Ministerului Tineretului și Sportului.

### Scandalul 2 Mai și condamnarea penală
În luna iunie 2009, mai multe ziare, începând cu Gazeta Sporturilor au relatat că Monica Iacob-Ridzi, în calitate de ministru a acordat fără licitație suma de 630.000 de euro unor firme de apartament, cu acționari comuni în vederea organizării de manifestări cu ocazia Zilei Tineretului la București și Costinești. Aparent, sumele cheltuite pentru scena de concert de la Costinești, ca și cele pentru prestația muzicienilor depășeau cu mult costurile de pe piață. Monica Iacob-Ridzi a negat acuzațiile de deturnare de fonduri. În data de 23 iunie 2009, Camera Deputaților a decis înființarea unei comisii de anchetă care să hotărască dacă va cere începerea urmăririi penale pentru modul în care au fost cheltuiți cei peste 600.000 de euro alocați Zilei Tineretului, comisie care a propus revocarea din funcție a ministrului Tineretului și Sportului Monica Iacob Ridzi și cercetarea acesteia pentru delapidare și abuz în serviciu, anchetă la ANAF, sesizarea Consiliului Concurenței și a Curții de Conturi în cazul anumitor contracte încheiate. Câteva zile mai târziu, Iacob-Ridzi a demisionat din funcție și o anchetă penală a fost demarată de Direcția Națională Anticorupție (DNA) în cazul ei.
Ancheta DNA s-a încheiat în primăvara lui 2011 cu trimiterea ei în judecată. În procesul desfășurat la Înalta Curte de Casație și Justiție, a fost găsită vinovată și condamnată în 28 ianuarie 2014, de ICCJ, la cinci ani de închisoare cu executare, în dosarul în care este acuzată de abuz în serviciu privind manifestările organizate în 2009 de Ziua Națională a Tineretului, decizia nefiind definitivă. În 16 februarie 2015 a fost condamnată de magistrații Curții Supreme la 5 ani de închisoare cu executare în același dosar, judecătorii menținând sentința dată de prima instanță.
A executat doi ani și opt luni din pedeapsa de cinci ani de închisoare pentru abuz în serviciu. După eliberarea din penitenciar, Monica Iacob Ridzi s-a retras din viața publică și a revenit la Petroșani.

## Demisia din PDL, trecerea la PPDD și al doilea mandat parlamentar
Pe 19 septembrie 2012, Monica Iacob-Ridzi și-a anunțat demisia din Partidul Democrat Liberal, urmând să activeze ca parlamentar independent până la terminarea mandatului. Motivarea a fost pusă pe seama faptului că PDL a devenit un partid al dublei măsuri, sugerând că în cazul său atitudinea partidului a fost dură, în timp ce în situații mai grave a dovedit toleranță.
Președintele PPDD Hunedoara, Haralambie Vochițoiu, a declarat pe 15 octombrie 2012 că Monica Iacob Ridzi a semnat adeziunea la PPDD, aceasta fiind desemnată candidat pentru Camera Deputaților în Colegiul 5, Petroșani-Petrila-Aninoasa, deși surse apropiate lui Ridzi afirmau că aceasta ar fi avut discuții și cu reprezentanți ai PSD și ai PNL. La alegerile din 9 decembrie 2012, s-a clasat pe locul al doilea cu 43,44% din voturi în urma lui Ioan Rus (USL), care a obținut 47,04%, dar a obținut mandatul la redistribuire.
Mandatul în legislatura 2012 - 2016 a încetat de drept la data de 16 februarie 2015.